# 대한독립촉성국민회
대한독립촉성국민회(大韓獨立促成國民會)는 1946년 2월 8일 훗날의 대한민국 지역에서 결성된 우파 계열의 정치 단체이다. 1948년 12월 26일 국민회로 개칭하였다.

## 역사
이승만 계열인 독립촉성중앙협의회와 김구 계열의 신탁통치반대국민총동원중앙위원회가 신탁통치 반대 운동이라는 공통 분모 하에 통합 결성한 것이다.
대한민국 제헌 국회의원 선거에 가장 많은 수의 후보자를 입후보시켜 전체 의석의 27.5%인 55석을 확보함으로써 가장 많은 당선자를 내었다.
제헌 총선에서 정파 연합 성격의 독촉국민회는 정식 정당이 아니었기 때문에 뚜렷한 정강·정책을 내세우지 않았고 후보들이 개인 자격으로 출마했으나, 실제 선거에서는 반탁 운동으로 쌓은 우익 진영의 정통성을 확보하고 이승만의 후광을 얻기 위해 소속을 밝히는 경우가 많았다.
당초 독촉국민회에 참가했던 김구와 김규식 등 남북협상파는 제헌국회 총선에 불참하였다. 이후 독촉국민회는 제헌국회에서 제헌헌법을 제정하고 당시 총재였던 이승만을 대통령으로 선출하는데 영향을 주었다. 하지만 이후 제헌국회에서 당선된 대부분의 의원이 탈당하게 되고 의원직을 유지한 국민회 소속 의원은 1대국회에서 4명만 남게 된다. 국민회 출신 의원 중 약 21%인 12명은 민주국민당으로 당적을 옮기고 곧이어 12명이 일민구락부로 당적을 옮겼다. 일민구락부는 당초 국민회에서 이적한 의원들이 상당수 있었으나 그들 중 상당수가 대한국민당으로 당적을 옮기면서 국민회 출신 의원들이 12명만 남게된다. 국민회 의원들이 가장 많이 당적을 옮긴 곳은 대한국민당으로 총 45%인 25명의 의원들이 이동하였다.

## 주요 선거 결과

### 대통령 선거
| 연도   | 선거  | 후보자 | 득표  | 득표율         | 결과 | 당락 |
| ------ | ----- | ------ | ----- | -------------- | ---- | ---- |
| 1948년 | 1대   | 이승만 | 180표 | \| \| 91.8% \| | 1위  |      |
|        | 91.8% |        |       |                |      |      |

### 국회의원 선거
|  | 23.5% |

|  | 23.5% |

|  | 6.67% |

|  | 6.67% |

|  | 1.48% |

|  | 1.48% |

### 지방선거
|  | 10.5% |

|  | 7.7% |

|  | 2.6% |

|  | 15.2% |

|  | 3.3% |

|  | 1.1% |

|  | 1.37% |

|  | 4.1% |

|  | 2.8% |

|  | 1% |

## 같이 보기
- 독립촉성중앙협의회
- 자유당
- 대한민국 제헌국회 총선
- 대한민국 제1대 국회의원 목록

## 참고 자료
- 호광석 (2005년 4월 25일). 〈3. 1공화국의 정당정치〉. 《한국의 정당정치》. 서울: 들녘. ISBN 89-7527-481-0.
- 오유석, 〈한국 '보수' 지배 세력 연구 - 대한독립촉성국민회를 중심으로〉 《사회와역사》 (제45권, 1995년 12월)
- 백운선, 38선 획정에서 남북정상회담까지 ⑩/ ‘대한민국號’ 첫 선장 이승만과 미국의 동상이몽 《신동아》 (2006년 5월호)